# Saint-Agathon
Saint-Agathon is een gemeente in het Franse departement Côtes-d'Armor (regio Bretagne). De plaats maakt deel uit van het arrondissement Guingamp. Saint-Agathon telde op 1 januari 2022 2.202 inwoners.

## Geografie
De oppervlakte van Saint-Agathon bedraagt 14,56 km², de bevolkingsdichtheid is 157 inwoners per km² (per 1 januari 2019).
De onderstaande kaart toont de ligging van Saint-Agathon met de belangrijkste infrastructuur en aangrenzende gemeenten.

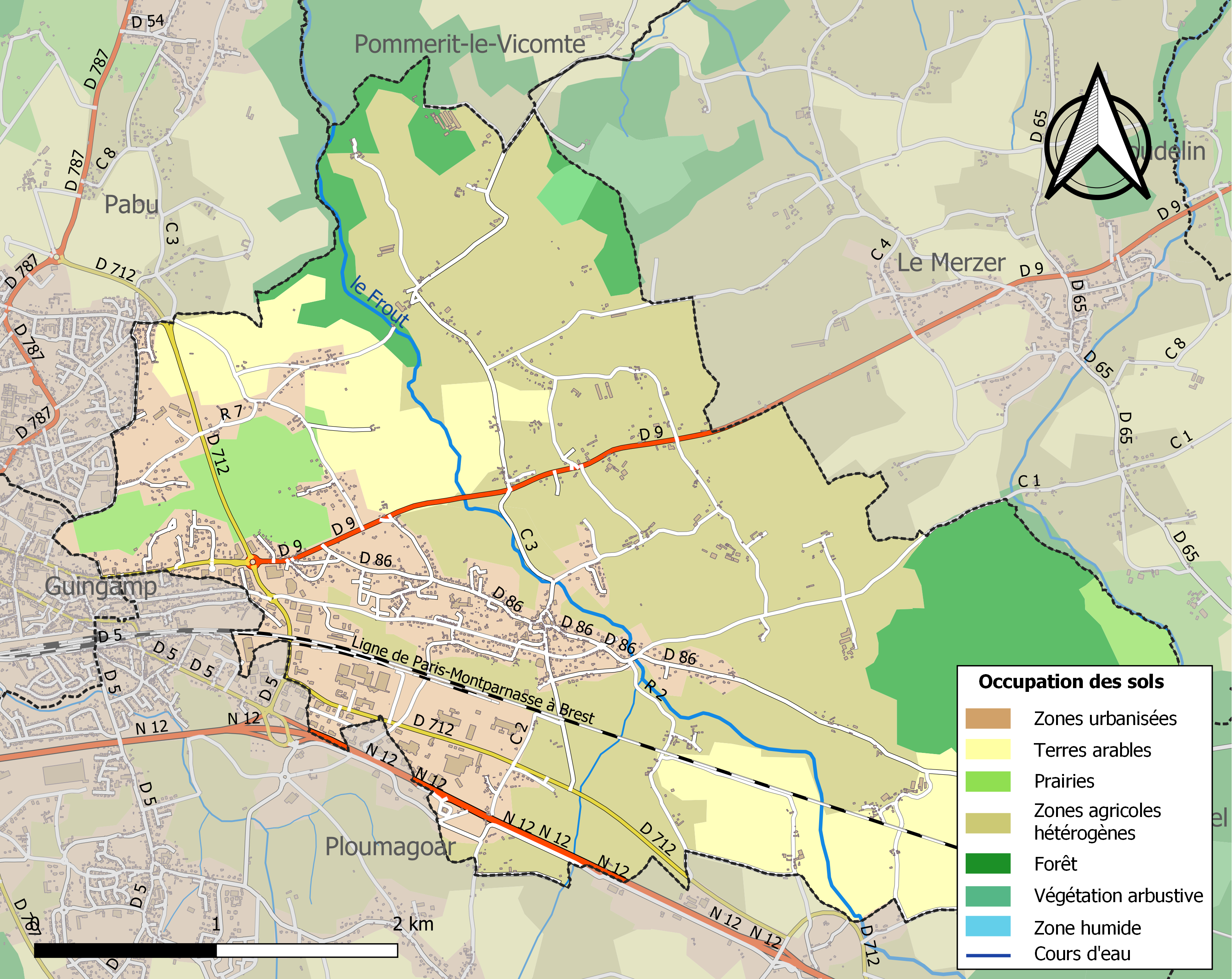

## Demografie
Onderstaande figuur toont het verloop van het inwonertal (bron: INSEE-tellingen).